# Dziady (poema)
Dziady (Víspera de los Antepasados) es un famoso drama poético o poema épico de Adam Mickiewicz escrito en 1823. Su título se refiere al Dziady, una antigua festividad del pueblo eslavo y de Lituania conmemorando a los muertos (los «antepasados»).
La segunda parte del drama está dedicado al festival Dziady celebrado en lo que es ahora Bielorrusia.
El compositor austríaco Gustav Mahler se inspiró en este poema (en las partes referentes a la resurrección de los muertos y el Juicio Final) para su poema sinfónico Totenfeier (Dziady en alemán) que después se convertiría en el primer movimiento de su Sinfonía nº 2.